# اسکنر سه‌بعدی

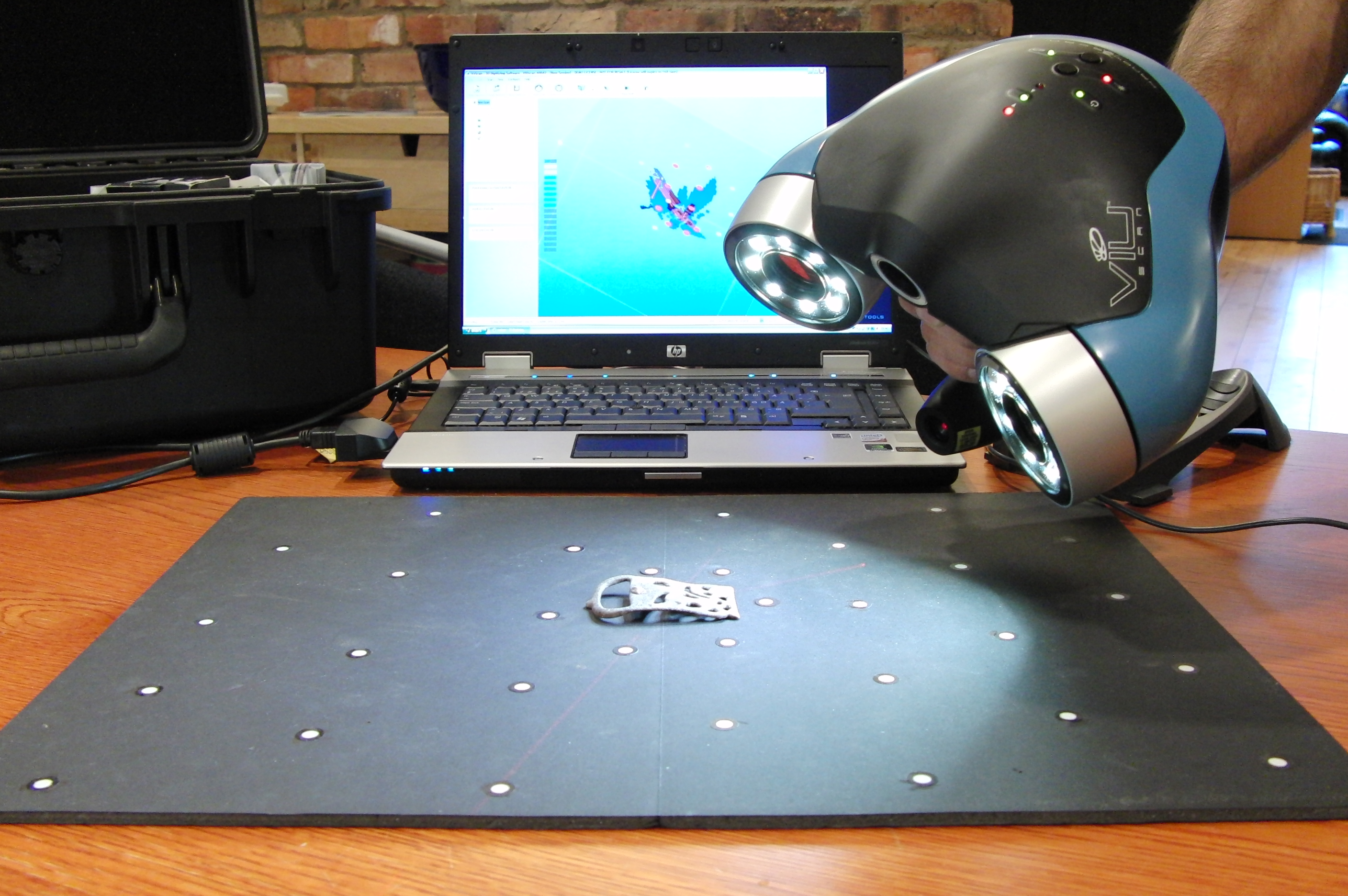
3D scanner used to create 3D animation and special effects

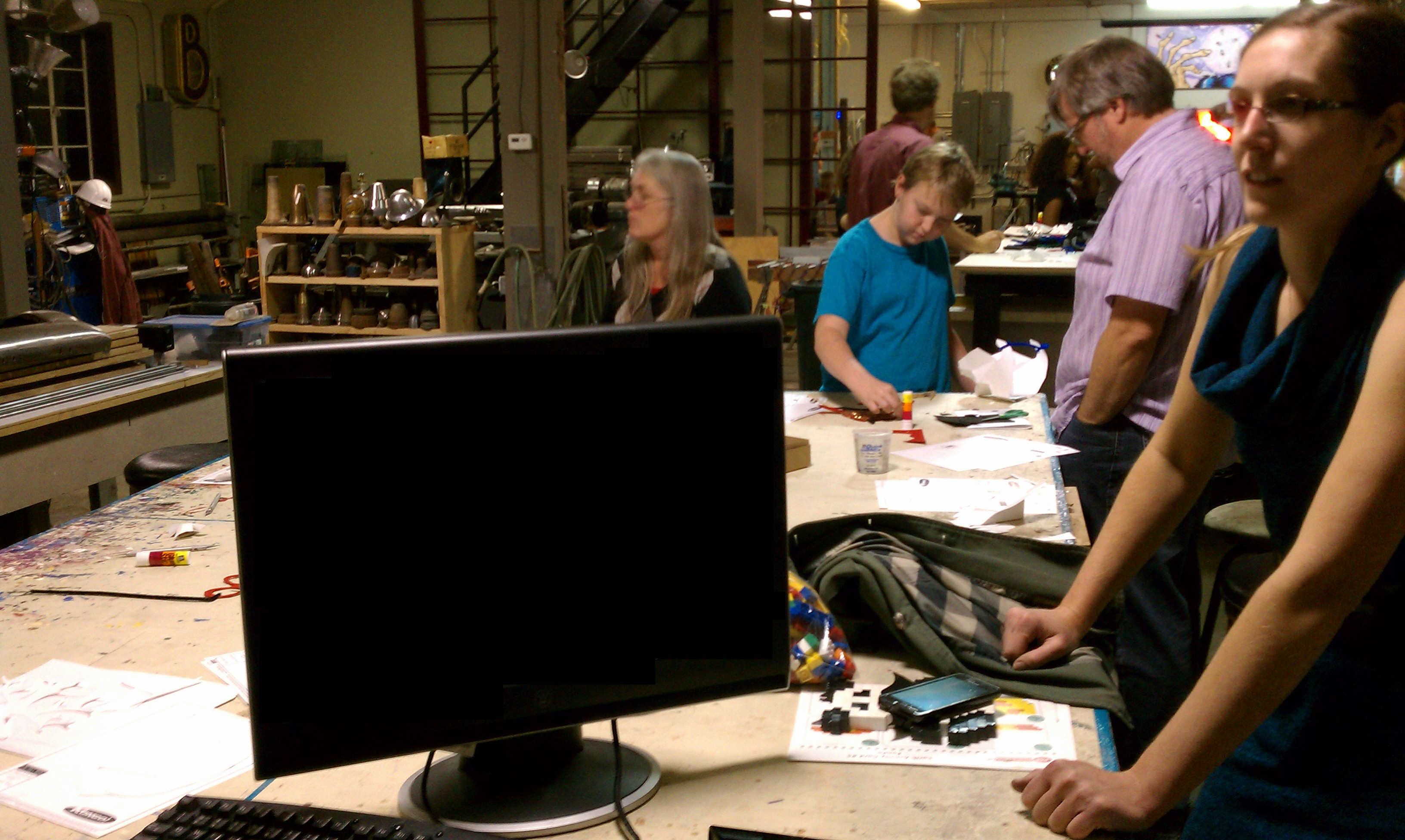
یک اسکن سه‌بعدی.

اسکنر سه‌بعدی یا پویشگر سه‌بعدی دستگاهی است که وظیفهٔ تجزیه و تحلیل اشیاء موجود در دنیای واقعی یا محیط پیرامون و جمع‌آوری داده‌ها به‌صورت دیجیتال بر اساس شکل و ظاهر احتمالی آن را بر عهده دارد. مقصود اصلی یک اسکنر سه بعدی، ایجاد یک ابرنقطه از نمونه‌های هندسی از سطح یک موضوع و شبیه‌سازی مجازی اشیاء است.
اسکنر سه بعدی دستگاهی است که به جمع‌آوری و تجزیه و تحلیل داده‌های مربوط به شکل و ظاهر اجسام (مثلاً رنگ) می‌پردازد. فناوری‌های بسیار مختلفی می‌توانند در ساخت اسکنرهای سه بعدی مورد استفاده قرار گیرند؛ هر فناوری همراه با هزینه‌ها؛ مزایا و محدودیت‌های خاص خود.
هنوز محدودیت‌های بسیاری در تنوع دستگاه‌های دیجیتالی وجود دارد؛ برای مثال فناوری‌های نوری با مشکلات زیادی در مورد زرق و برق اجسام روبرو می‌شوند. به عنوان مثال با استفاده از تست‌های غیر مخرب؛ از اسکن صنعتی توموگرافی برای ساخت مدل‌های سه بعدی دیجیتال استفاده می‌شود.
داده‌های سه بعدی جمع‌آوری شده برای طیف گسترده‌ای از برنامه‌های کاربردی مفید است. این دستگاه (اسکنر سه بعدی) به‌طور گسترده در صنعت سرگرمی و در تولید فیلم و بازی‌های ویدئویی استفاده می‌شود. سایر کاربردهای رایج این فناوری شامل دندانپزشکی ، ورزش و تناسب اندام طراحی صنعتی؛ ساخت اعضای مصنوعی؛ مهندسی و نمونه سازی؛کنترل کیفیت و مستندسازی مصنوعات فرهنگی است.
مهندسی معکوس هم‌اکنون یکی از روش‌های متداول در صنعت است که طی آن محصولی که قبلاً تولید شده پس از بررسی‌های فنی و تغییرات لازم، طراحی گردیده و قطعه با مد نظر قرار دادن این تغییرات، دوباره سازی می‌شود. در این راستا، توانایی فنی مهندسین در کنار استفاده از ابزار آلات پیشرفته می‌تواند بر کیفیت و سرعت عملیات مهندسی معکوس تأثیر بسزایی بگذارد. دستگاه پیشرفته اسکن سه بعدی (دیجیتایزر) یکی از سخت‌افزارهای بسیار قدرتمند و جدید در این زمینه است؛ که به وسیلهٔ آن می‌توان ساخت قطعه جدید را بسیار سریعتر، کم هزینه تر و دقیق تر انجام داد. با استفاده از اسکنر سه بعدی (دیجیتایزر) می‌توان از انواع قالب‌ها، ماکت‌ها یا یک قطعه در ابعاد مختلف و با کاربردهای متفاوت، طرح سه بعدی تهیه کرد و در صورت لزوم با استفاده از نرم‌افزارهای مربوطه، تغییرات لازم را بر روی فایل اسکن ایجاد کرده و در نهایت، از فایل اسکن سه بعدی جهت کار با ماشین آلات صنعتی نظیر دستگاه cnc، پرینتر سه بعدی یا لیزر بهره برد. دستگاه اسکنر سه بعدی (دیجیتایزر) با برداشت اطلاعات از قطعات موجود، یک فایل کاملاً دقیق و سه بعدی از قطعه در اختیار مهندسین یا طراحان قرار می‌دهد. از جمله کاربردهای این دستگاه: اسکن انواع قالب‌های پلاستیکی یا فلزی، مورد استفاده در صنایع مختلف اسکن قطعات پیچیده و... امروزه صنایع مختلفی نیازمند استفاده از مدل‌سازی سه بعدی می‌باشند. از جمله: -طراحی صنعتی -قالب سازی -طلا و جواهرسازی -تبلیغات -مجسمه‌سازی -ماکت سازی یا مدل‌سازی -و ...
با استفاده از اسکنر سه بعدی (دیجیتایزر):
-ایجاد ابر نقاط و مهندسی معکوس
-خدمات طراحی و تهیه فایل سه بعدی قطعات با سطوح پیچیده و پیشرفته جهت استفاده در قالب سازی و ماشین کاری
-بازبینی طراحی
-طراحی سطوح با کیفیت بالا.
تکنولوژی‌های مختلف زیادی به منظور ایجاد یک فایل سه بعدی از جسم وجود دارد. در یک دسته‌بندی خوب می‌توان آن‌ها را به دو گروه تماسی و غیر تماسی دسته‌بندی کرد. اسکنر غیر تماسی خود به دسته اصلی فعال و غیرفعال تقسیم‌بندی می‌شوند.
اسکنر غیر تماسی فعال
این نوع اسکنر از نوعی پرتوافکنی یا تابش نور استفاده می‌کند و از طریق بازتاب این نوع پرتوها به شناسایی شی مورد نظر و محیط اطراف آن می‌پردازد. اولترا سونیک و اشعه ایکس، نمونه‌ای از این نوع اسکنرها می‌باشد.
·اسکنر سه بعدی مثلثی
این نوع از اسکنرها با بهره بردن از یک نور لیزر به صورت خطی یا نقطه و همچنین استفاده از یک سنسور یا دوربین فرایند اسکن سه بعدی را انجام می‌دهند. جمع‌آوری نور لیزر بازتابیده شده از جسم توسط سنسور یا دوربین و استفاده از سیستم محاسبات مثلثاتی، فاصله جسم تا اسکنر اندازه‌گیری می‌گردد.
فاصله و همچنین زاویه بین سنسور و منبع لیزر به صورت کاملاً دقیق معین و مشخص می‌باشد. متناسب با نور لیزر بازتابیده شده از نمونه اسکن، سیستم قادر است زاویه تابش نور به سنسور را اندازه‌گیری نماید و در نتیجه فاصله منبع نور تا سطح جسم را بدست می‌آورد.
. اسکنر سه بعدی با نور ساختار یافته
این نوع از اسکنرها نیز از سیستم محاسباتی مثلثاتی به منظور اندازه‌گیری فاصله استفاده می‌کنند.. اسکنرهای نور ساختار یافته به جای استفاده از یک نور خطی یا نقطه لیزر از تابش الگوهای خطی ساختار یافته ایی بر روی سطح جسم مورد اسکن بهر می‌برند. با بررسی لبه‌های هر یک از خطوط نوری الگوی تابانده شده، فاصله اسکنر تا سطح نمونه محاسبه می‌گردد.
·اسکنر سه بعدی زمان پرواز(time of flight)
این نوع از اسکنرهای سه بعدی، از پالس‌های لیزر به منظور اندازه‌گیری فاصله استفاده می‌کند. روش کار در این اسکنر سه بعدی بر اساس یک مفهوم بسیار ساده فیزیک استوار است. از آنجایی که سرعت نور مشخص و برابر با مقدار C می‌باشد، تنها کافی است مدت زمانی که نور لیزر از منبع خود طی می‌کند تا به جسم برسد و سپس توسط سنسور ضبط گردد را محاسبه نمود، تا فاصله منبع نور تا سطح جسم بدست آید. مدارهای استفاده شده در این نوع اسکنرها دقت اندازه‌گیری در حد پیکو ثانیه را دارا هستند.
اسکنر غیر تماسی غیرفعال
این نوع از اسکنرها هیچ گونه اشعه‌ای از خود ساطع نمی‌کنند، بلکه برای تشخیص شی مورد نظر بر انعکاس تابش نور محیط تکیه می‌کنند. اکثر اسکنرهای این دسته برای کار از نور مرئی استفاده می‌کنند چرا که به راحتی در دسترس می‌باشد. اما انواع اشعه‌های دیگر مانند اشعه مادون قرمز نیز می‌توانند برای کارکرد این اسکنرها مورد استفاده قرار گیرند. استفاده از این نوع اسکنر بسیار ارزان است چرا که به هیچ سخت‌افزار خاصی جز یک دوربین دیجیتال احتیاجی ندارد.